# Jezioro Piotrkowskie (Pojezierze Dobrzyńskie)
Jezioro Piotrkowskie – jezioro w woj. kujawsko-pomorskim, w powiecie golubsko-dobrzyńskim, w gminie Ciechocin, leżące na terenie Pojezierza Dobrzyńskiego.

## Dane morfometryczne
Powierzchnia zwierciadła wody wynosi od 27,5 ha.
Zwierciadło wody położone jest na wysokości 65,8 m n.p.m..